# 네오지오 (시스템)

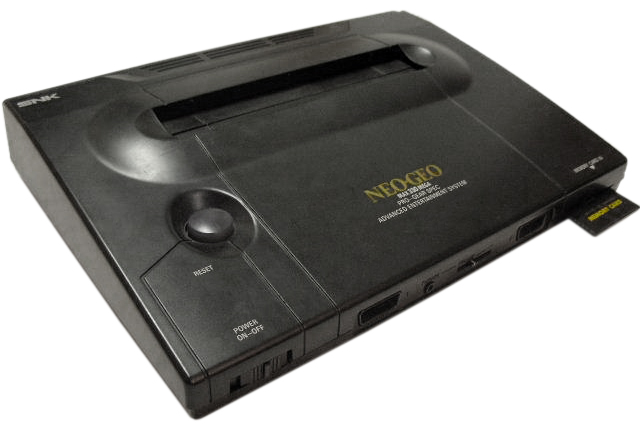
네오지오 가정용 게임기

네오지오(일본어: ネオジオ, 영어: NEOGEO, NEO·GEO, Neo Geo)는 일본 SNK사가 1990년에 발매한 카트리지 기반 아케이드 및 가정용 비디오 게임기이다. 네오지오는 당시 다른 게임기와 비교했을 때 다채로운 2차원 그래픽과 고품질의 사운드 기능을 제공하였다.
1990년 출시한 이후 2004년 단종될 때까지 14년 동안 아케이드 게임기의 주요 플랫폼 역할을 했으며 그 영향은 현재까지도 이어지고 있다. 업소용에 비해 다소 비쌌지만 가정용으로도 판매되었으며, 시스템은 업소용 네오지오{MVS(Multi Video System), 아케이드용}와, 가정용 네오지오(렌탈 시스템) 두 가지로 나뉜다. 2004년 8월 단종되었다.

## 개요
기판상에 카트리지 슬롯이 최대 6개 존재해 여러 게임을 1대의 케이스에서 공용할 수 있었다(MVS 시스템명의 유래). 이 때문에 케이스에는 2인분의 조작 디바이스(1레버+4버튼, 스타트 버튼) 외에 신용을 표시하는 7세그먼트LED, 게임전환용 버튼이 준비되어 있었다.또, 일반적인 멀티케이스에서는 디스플레이 위에 인스트럭션카드를 진열하는 영역이 있어 초기 모델은 EL패널에서 선택하고 있는 게임의 인스트럭션카드가 점등하는 기구가 있었다. 또 네오지오 링크용으로 메모리카드용 슬롯이 달린 케이스도 존재했다.덧붙여 업소용 네오지오의 롬 카세트와 가정용 네오지오 롬 카세트에, 외부적으로는 호환성은 없다.단 실제로는 변환커넥터를 이용하면 호환 가능하다.
설치 카드의 크기를 보전하기 위해 게임 시작 전에 세세한 게임 조작 방법의 설명이 들어가며, 데모 중에도 대부분의 장면에서 타이틀 로고가 표시되는 등의 배려가 되어 있다. 이는 가정용 네오지오/ 네오지오 CD도 마찬가지.
실수로 자신이 플레이하고 싶은 게임이 아닌 곳에서 동전을 집어넣어도 전환 버튼을 누르면 신용카드가 들어간 채 게임이 바뀌는 친절 설계도 갖춰진다.
또, 각 게임에서의 나날의 매상 데이터가 축적되어 인기·비인기를 간단하게 알 수 있게 되어 있는 등, 오퍼레이터에 있어서 편리한 기능이 다수 탑재되어 있었다.메모리 카드 경유로 인컴을 집계할 수 있는 시스템등도 예정되어 있던 것 같다.
가정용 네오지오와 마찬가지로 초기의 기판과 후기 소프트웨어에서는 조합에 따라 에러가 일어나는 경우가 있었다.배선은 초기의 사양이라면 스테레오 사양이었던 적도 있어 JAMMA와는 일부 배선이 달랐지만, 후기의 기판에서는 모노럴화되어 거의 JAMMA 사양이 되었다.
2003년 일본 내수용의 일부 타이틀은 기판과 소프트 일체형의 기판(MV-0)으로 출시했다. 후술하는 타이틀 3개(더 킹 오브 파이터즈 2003, SNK vs. 캡콤: SVC 카오스, 메탈슬러그 5)가 일체형 기판으로 발매 되었다.
이는 끊임없이 복사에 시달리던 SNK가 복제 방지를 위해 기판과 소프트를 일체형으로 제작한 것인데, 이 때문에 본래의 본체가 있는 아케이드 점포에서 소프트만 구매하면 되는 MVS와 비교해서 본체 가격까지 지불해야 하는 불 필요한 가격 상승을 초래했다. 그 만큼 고가가 되어 버리기 때문에 점포 측에 있어서는 평이 좋지 않고, 도입하는 점포가 적게 되어 버렸기 때문에 결국은 매출이 떨어졌다.
결국 후기에 해당 타이틀의 외수판은 롬 카세트 방식으로 발매 되었다. 이로 인한 기존 업소용 네오지오 본체 + 외수판 롬 카세트만을 구매하여 저렴하게 운영을 하려던 일본 내수 아케이드 점주를 방지하기 위해 SNK Playmore사는 해당 타이틀의 외수판 롬 카세트를 일본 바이오스가 달린 업소용 네오지오로 타이틀을 구동하면 일어가 출력되지 않고 강제로 외수판인 영어로 출력되도록 언어 바이오스를 고정해두어 복제 방지 장치를 달았다.

## 역사
원래 가정용 게임기는 임대용으로 제공하였으나, 구매 수요가 생기자 발빠르게 상점들을 통해 게임기를 팔기 시작했다. 당시 다른 게임기와 비교했을 때, 네오 지오는 보다 나은 그래픽과 사운드 기능을 갖고 있었다. 가정용 게임기는 16비트 12MHz 모토로라 68000 메인 프로세서, 그리고 4MHz 8비트 자일로그 Z-80A 코프로세서, 모두 두 개의 CPU를 채용했다. 비디오 칩셋은 동시에 4,096 색을 표현할 수 있으며 380개의 스프라이트를 표시할 수 있다. 사운드 칩은 7개의 디지털 채널을 포함해 15개의 채널을 지원하는 야마하 2610을 채택했다.
가정용 게임기는 두 개의 조이스틱, 그리고 메모리 카드, 매지션 로드 게임과 함께 판매했다. 이 패키지를 ‘골드 시스템’이라고 불렀다. ‘실버 시스템’도 있었는데, 조이스틱은 하나뿐이며 메모리 카드와 게임은 포함되지 않았다.
네오 지오용으로 출시된 마지막 게임은 사무라이 스피리츠 제로 스페셜로, 2004년 10월 10일 발매되었다. SNK 사는 만연한 해적질이 2000년에 도산한 원인들 중 하나로 보고 하드웨어를 더 이상 생산하지 않는다. 가정용 게임기는 이미 1997년을 끝으로 생산이 중단되었으나, 이후 몇 년 동안 가정/아케이드용 소프트웨어와 아케이드 기판을 계속해서 만들어 내고 있었다. 이로 인해 1990년부터 2004년까지 14년 동안 공식 지원한 네오지오는 1977년부터 1992년까지 지원한 아타리 2600 다음으로 두 번째로 오랫동안 살아남은 게임기가 되었다.
네오지오를 출시한 지 16년이 지난 2006년, 독립된 NG:DEV.TEAM이 횡스크롤 방식 슈팅 게임 라스트 호프(Last Hope)를 출시했다.
2007년 8월 31일부터 SNK는 가정용 게임기, 휴대용 게임기, 그리고 게임들에 대한 모든 지원을 중단했다. 아케이드 기판만 계속해서 수리한다.
2012년에는 SNK에서 프로듀스한 휴대용 게임기과 가정용 게임기인 네오지오 X라는 본 제품에는 SNK가 아닌, '톰모'라는 미국의 게임유통업체가 OEM방식으로 제작하였다. 초회 한정판으로 네오지오 X 골드 한정판을 시작으로 네오지오 X의 판매가 시작되었다. 한정판 특전으로는 USB연결방식으로 되어있는 네오지오 스틱의 복각판과 네오지오 게임기와 같은 모양의 네오지오 스테이션이라는 충천 등의 용도로 쓸수 있는 네오지오 X용 데크가 포함되었다. 또한 구동시스템은 리눅스 기반으로 사용되었고, 연결방식은 HDMI로 사용된다.

## 에뮬레이션
닌텐도가 자사의 웹사이트에 일본부터 위에서 버추어 콘솔을 통해 네오지오 게임을 지원하겠다고 발표한 이후, 현재 버추어 콘솔에서 900 위 포인트를 지불하고 몇몇 네오지오 게임을 즐길 수 있다. 이외에도 롬 이미지가 있다면, MAME 등을 통해 컴퓨터에서도 즐길 수도 있다.

## 기술적 특징
각 조이스틱 콘트롤러의 크기는 280mm (너비) x 190mm (깊이) x 95 mm (높이)였다. 그리고 아케이드 MVS 기판과 같이 네 개의 버튼이 있다. 또한 아케이드 기판에는 메모리 카드가 있어 플레이어가 게임을 저장하고 마지막에 저장된 시점부터 다시 게임을 즐길 수 있는 기능이 있는데 가정용 게임기에도 비슷한 기능이 도입되었다.
프로그래밍 코드는 업소용, 가정용 둘 다 동일하고 발매되는 모든 게임 롬들도 업소용과 가정용 옵션을 다 갖추고 있었다. 사실, 소유자는 EPROM을 한 쪽에서 다른 쪽으로 옮겨 바꿔도 게임은 계속해서 작동한다. 하지만 카트리지 핀아웃이 서로 달랐다. 이는 아케이드 기판을 운영업자가 아케이드용보다 저렴한 가정용 카트리지를 사 아케이드 기판에 이용하는 것을 미리 차단하기 위해서였다.

## 같이 보기
- 네오지오 게임 목록